# Emőd
Emőd est une petite ville du comitat de Borsod-Abaúj-Zemplén, au Nord-Est de la Hongrie, située à 25 kilomètres de Miskolc. Sa population s'élevait à 5 474 habitants en 2001.

## Histoire
La zone est habitée depuis la conquête de la Hongrie par les Romains. Son nom provient d'un ancien prénom hongrois. Emőd est une ville vinicole depuis le XIVe siècle. Elle fut détruite par les flammes en 1882 mais fut reconstruite par la suite. En 1872 elle a été rétrogradée en village, et n'a retrouvé son statut de ville que le 19 août 2001.